# 阿斯赫拉夫普尔基乔恰
阿斯赫拉夫普尔基乔恰（Ashrafpur Kichhauchha），是印度北方邦Ambedaker Nagar县的一个城镇。总人口13420（2001年）。

## 人口
该地2001年总人口13420人，其中男性6861人，女性6559人；0—6岁人口2879人，其中男1469人，女1410人；识字率45.81%，其中男性为54.35%，女性为36.88%。